# Кальви (Кампания)
Кальви (итал. Calvi) — коммуна в Италии, располагается в регионе Кампания, в провинции Беневенто.
Население составляет 2400 человек (2008 г.), плотность населения составляет 108 чел./км². Занимает площадь 22 км². Почтовый индекс — 82010. Телефонный код — 0824.
Покровителем коммуны почитается святой Фортунат Аквилейский, празднование 12 июля.

## Демография
Динамика населения:

## Администрация коммуны
- Официальный сайт: http://www.calvicomune.it/